# Tomàs Bolena
Tomàs Boleyn — Thomas Boleyn (anglès)− (aprox. 1477 - 12 de març de 1539), primer Comte de Wiltshire i primer Duc d'Ormonde, va ser un diplomàtic i polític anglès de l'època Tudor. Espòs d'Isabel Howard i pare de Maria Bolena, Jordi Boleyn i Anna Bolena.
Mitjançant influències familiars, es va ocupar com a diplomàtic de la cort d'Enric VIII d'Anglaterra, arribant a ser un dels principals funcionaris, ocupant de 1512 a 1529 importants missions per a la Corona.
S'estima que posseïa una gran ambició política el que va demostrar al no intervenir en la relació amorosa extra matrimonial d'Enric VIII amb la seva filla Maria, i posteriorment en el matrimoni del rei amb la seva filla Anna.
Considerat per molts un sobrevingut a la cort d'Enric VIII, l'ascens del qual es va deure no només al seu matrimoni amb un membre de la noble família Howard, sinó també que la seva filla Maria es convertís, al voltant de 1524-1525, en amant del rei.
Va rebre els títols nobiliaris Cavaller del Garter (1523), Vescomte de Rochford (1525), Duc d'Ormonde (1527) i Comte de Wiltshire (1529).
Va ser designat Lord of the privy seal (canceller del segell) de 1530 a 1536.
La seva filla Anna, va ascendir a la categoria de reina consort pel seu matrimoni amb Enric VIII el 1533.
Tampoc no va intervenir, i va acceptar la sentència de mort dels seus dos fills Anna i Jordi, després del judici per incest dut en contra d'ells. Això va afectar la seva condició de canceller del segell, càrrec en el qual va ser reemplaçat per Thomas Cromwell, morint en deshonra el 1539.